# Ella y él/Muchacho solitario
«Ella y él/Muchacho solitario» es un doble sencillo del cantautor español José Luis Perales del álbum Nido de águilas. Fue lanzado en 1981, por la discográfica Hispavox (completamente absorbida por EMI en 1985), siendo Danilo Vaona y Rafael Trabucchelli† los directores de producción.

## Lista de canciones
| Lado A |             |          |  |
| N.º    | Título      | Duración |  |
| 1.     | «Ella y él» |          |  |

| Lado B |                      |          |  |
| N.º    | Título               | Duración |  |
| 1.     | «Muchacho solitario» |          |  |

## Créditos y personal

### Músicos
- Arreglos: Danilo Vaona, Rafael Trabucchelli† y Agustín Serrano

### Personal de grabación y posproducción
- Todas las canciones compuestas por José Luis Perales
- Compañía discográfica: Hispavox
- Realización y dirección: Danilo Vaona y Rafael Trabucchelli†
- Fotografía: S. CARREÑO
- Fotomecánica: GROF
- Ingenieros de sonido: Ángel Barco y Bruno Malasoma

### Créditos y personal
- Perales, José Luis (2012). «DISCOGRAFÍA - NIDO DE ÁGUILAS». Archivado desde el original el 26 de abril de 2012. Consultado el 15 de enero de 2013.

- Datos: Q16561431